# هیزل‌وود (پیتسبرگ)
هیزل‌وود (به انگلیسی: Hazelwood) یک منطقهٔ مسکونی در ایالات متحده آمریکا است که در پیتسبرگ واقع شده‌است. این محله در شورای شهر پیتسبرگ توسط بارب وارویک نمایندگی می‌شود. از شمال با گرینفیلد و اوکلند، از شرق با تپه سنجاب و گلن هیزل و از جنوب و غرب با رودخانه مونونگه‌لا همسایه است. دفتر آتش‌نشای پیتسبرگ دارای ۱۳ موتور و ۱۳ کامیون در هیزل‌وود است. 

## جمعیت
هیزل‌وود ۴٬۳۱۷ نفر جمعیت دارد.